# Makazole Mapimpi
Makazole Mapimpi (* 26. Juli 1990 in Twecu, Ostkap) ist ein südafrikanischer Rugby-Union-Spieler. Er spielt meist als Außendreiviertel (Winger). Mit der südafrikanischen Rugby-Union-Nationalmannschaft wurde er 2019 und 2023 zweifacher Weltmeister.

## Jugend
Mapimpi wuchs in sehr einfachen Verhältnissen ohne Vater in einer Township auf und hatte eine schwierige Kindheit. Seine Mutter starb, als er 14 Jahre alt war, bei einem Verkehrsunfall. Daraufhin lebte er bei seiner Großmutter, seine Geschwister verstarben ebenfalls. Seinen ersten Kontakt mit Rugby hatte er in der Grundschule, später spielte er in Jugendmannschaften, dann bei den Teams Winter Rose und Swallows in der Township Mdantsane. Beide Teams sind traditionsreiche Mannschaften in der Geschichte des „Schwarzen Rugby“ in Südafrika.

## Karriere
Nach Stationen bei den Border Bulldogs, den Southern Kings, den Free State Cheetahs und den Sharks gab er 2018 sein Debüt in der Nationalmannschaft bei einem Spiel gegen Wales. Bei der Rugby-Union-Weltmeisterschaft 2019 erzielte er im Finale gegen England als erster Spieler der Springboks einen Versuch in einem WM-Finale und wurde Weltmeister. 2020 verlängerte er seinen Vertrag bei den Sharks bis 2023, der Vertrag erlaubte ihm auch eine Spielsaison von September 2020 bis April 2021 in Japan bei den Red Hurricanes Osaka. Bei der WM 2023 brach er sich in der Vorrunde im Spiel gegen Tonga den Wangenknochen und musste daraufhin seine Teilnahme am Turnier beenden.
Bei der WM 2019 trugen die Spieler der Springboks Trikots, in deren Rückennummern Bilder ihrer Familie integriert waren. Mapimpi stellte nur ein einziges Bild von sich selbst zur Verfügung. Als der Trainer Rassie Erasmus ihn darauf ansprach, erklärte Mapimpi, dass alle seine nächsten Verwandten schon verstorben seien und er auch keine Bilder von ihnen habe.

## Erfolge

### Sharks - Vereins-Rugby
- Sieger EPCR Challenge Cup 2023/24
- Sieger Currie Cup 2024

### Südafrika - Internationales Rugby
- Sieger Rugby Championship 2019
- Sieger Rugby Weltmeisterschaft 2019 in Japan
- Sieger 2021 British & Irish Lions Tour in Südafrika
- Sieger Rugby Weltmeisterschaft 2023 in Frankreich
- Sieger Qatar Airways Cup 2023 in Twickenham
- Sieger Qatar Airways Cup 2024 in Twickenham
- Sieger Mandela Challenge Plate 2024
- Sieger Freedom Cup 2024
- Sieger Rugby Championship 2024
- Sieger Prince William Cup 2024

## Trivia
Wenn Mapimpi, Siya Kolisi und Lukhanyo Am gemeinsam ein Spiel bei den Springboks bestreiten, dann beginnen sie diese Aufgabe mit einem Ritual: Sie singen zusammen in ihrer Muttersprache Xhosa ein traditionelles Gwijo-Lied.